# Песах шени
Песах шени (ивр. פסח שני‎ — «второй Песах») — отмечается каждый год 14 ияра, наступает точно через месяц после Песаха (день накануне Песаха).

## Описание
14 нисана был днём, когда в Храме приносились пасхальные жертвы — Корбан Песах. Только ритуально чистые могли приносить пасхального ягнёнка. Всякий, кто был ритуально нечист (например, дотрагивался до покойника) не мог делать этого. Для того, чтобы не лишать людей возможности исполнить заповедь и порадоваться празднику Песах, Бог постановил, что те, кто не могли принести пасхальную жертву вовремя, по причине нечистоты или из-за того, что находились слишком далеко от Храма, должны сделать жертвоприношение месяцем позже, 14 ияра, и есть жертву с мацой и горькими травами.
Впервые соблюдался на второй год после выхода народа Израиля из Египта. Когда подошёл Песах, те мужчины, что несли останки Иосифа из Египта в Землю Обетованную, оказались ритуально нечисты и не имели права приносить пасхальные жертвы с остальными людьми в должное время. Тогда они пришли к Моисею и Аарону и спросили их, как им быть, поскольку тоже хотелось порадоваться празднику Песах. Именно тогда Бог дал закон о Песах шени.
Известно высказывание шестого любавичского Ребе, раввина Шнеерсона, о том, что Песах шени учит нас тому, что нельзя отчаиваться, всё можно исправить, нет ничего непоправимого.
Хотя в настоящее время нет возможности приносить пасхальные жертвы, потому что Храм разрушен и законы ритуальной чистоты не применяются, отмечается Песах шени, при этом исключается покаянная молитва Таханун из молитвенных служб этого дня. Согласно обычаю, в этот день едят мацу и желательно, чтобы это была маца-шмура (маца ручной выделки), при этом обычный хлеб не запрещён.